# Felipe Gil de Mena

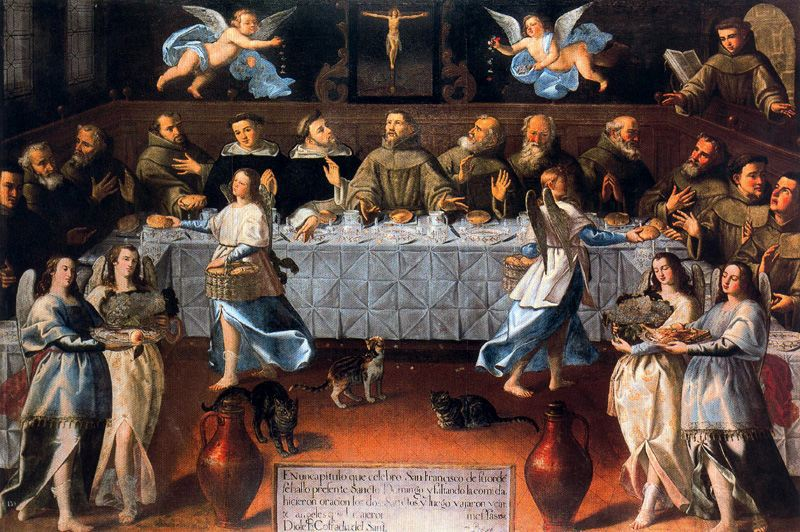
San Francisco de Asís y Santo Domingo en el refectorio, óleo sobre lienzo (248 x 368 cm.) Museo Nacional Colegio de San Gregorio, Valladolid. Los detalles de naturaleza muerta junto con los esbeltos ángeles sirvientes animan una composición básicamente deudora de la Última Cena.

Felipe Gil de Mena (1603-1673) fue un pintor barroco español, discípulo y continuador de la obra de Diego Valentín Díaz en Valladolid.

## Biografía y obra
Nacido en Antigüedad (Palencia), Antonio Palomino, que podría haber visto algún bodegón de su mano, afirma que se formó como pintor en Madrid, en el taller de Juan van der Hamen, pero consta que su formación tuvo lugar en Valladolid con Diego Valentín Díaz, a cuyo taller seguía vinculado en 1626 cuando trabajaba para él en calidad de oficial asalariado. La relación con su maestro no debió de interrumpirse nunca, sabiéndose que a la muerte de éste (1660) compró su casa en la calle de San Lorenzo, con todos sus instrumentos y útiles para la pintura, de donde procedía el «estudio tan célebre», al decir de Palomino, de «papeles, borroncillos, modelos, y otras cosas del arte, que por su muerte se apreció en tres mil ducados». En 1640 casó con Ana de Muga, con quien tuvo dos hijos, Felipe y Manuel, que continuaron con suma modestia el oficio paterno. 
Las buenas relaciones que Diego Valentín Díaz tenía con los medios eclesiásticos debieron de facilitarle la contratación de numerosos trabajos, tanto de pintura como de dorado de retablos, para conventos e iglesias de Valladolid y su entorno. Así trabajó, entre otros, para los conventos franciscanos de Valladolid (1644), para el que realizó ocho pinturas de la Vida de san Francisco destinadas al claustro, Medina de Rioseco y Segovia, donde según Palomino también eran suyas las pinturas que se encontraban en el claustro. Finalmente, y procedentes de una donación de la Casa de Alburquerque, en el claustro del monasterio de San Francisco de Cuéllar se localizaba una colección de obras suyas dedicadas al fundador de la Orden. Del mismo modo trabajó para los carmelitas de Medina del Campo y Medina de Rioseco, donde son suyos los lienzos del altar mayor. Entre 1657 y 1658 realizó las pinturas de los retablos mayores de las iglesias de Santa María y San Antolín en Tordesillas, y puede ser suyo el retablo de San Millán en la parroquial de Baltanás (Palencia). De otro género son el Auto de Fe de 1623, pintado para el Consejo de la Suprema, del que Palomino dice que quedó una copia en el tribunal de la Inquisición de Valladolid, donde aún lo vio Isidoro Bosarte, y las Vistas de la Plaza Mayor de Valladolid y de la calle de Platerías, engalanadas con ocasión de las fiestas celebradas por la Cofradía de la Vera Cruz en 1656. 
Gil de Mena, según Bosarte, dibujaba mejor que pintaba y, añadía, por esa debilidad en el manejo del color, de sus grandes composiciones únicamente llamaban la atención los detalles pequeños. La supuesta formación al lado de Van der Hamen se manifestaría precisamente en esos elementos de naturaleza muerta «pintados con extraordinaria habilidad», según Pérez Sánchez, destacando dentro de sus composiciones religiosas, por lo demás notablemente arcaicas. Buen ejemplo de ese modo de hacer, y quizá su obra más destacada, es el San Francisco de Asís con Santo Domingo de Guzmán en el refectorio, procedente del convento franciscano de Medina de Rioseco y conservado actualmente en el Museo Nacional Colegio de San Gregorio (Valladolid). Pintado con una gama de colores fríos y unos tipos angélicos femeninos característicos del pintor, lo que en él atrae poderosamente la atención es precisamente la mesa cubierta con un mantel blanco, donde los pliegues del planchado y los objetos sobre ella han sido tratados con la visión minuciosa y detallista propia de un bodegonista.